# Гулевський Олександр Петрович
Олександр Петрович Гулевський (18 березня 1928, с. Криве озеро, Красноярський район, Самарська область — 11 червня 2004, Київ, Україна) — радянський футболіст, нападник. Заслужений тренер УРСР (1973).

## Біографія
В чотири роки разом з родиною переїхав до Самари. У дванадцять років почав грати в футбол — в школі «Динамо» у М. А. Сеніна. Працював на взуттєвій фабриці, потім на Заводові імені Масленнікова. Восени 1946 року отримав запрошення в дубль «Крил», а 27 травня 1948 року вперше зіграв за основний склад.
1950 року Гулевський разом з Олександром Скороховим був зарахований до 33-ох найкращих футболістів країни, за що отримав звання майстра спорту. Також входив до найкращих 1951 та 1953.
Під керівництвом Гулевського «Таврія» 1973 та «Кривбас» 1976 року виграли зональні турніри та вийшли до першої ліги.
Обраний до символічної збірної Куйбишева за 80 років (1988).

## Досягнення
Гравець
- Фіналіст кубка СРСР (1): 1953

Тренер
- Переможець першої ліги (1): 1978
- Чемпіон УРСР (3): 1973, 1975, 1976